# Elley Duhé
Elley Duhé (Mobile, 14 februari 1992) is een Amerikaans zangeres. Ze is onder andere bekend van de nummers Bad Memories, een samenwerking met James Carter, Meduza en Fastboy, en Back to You, een samenwerking met Lost Frequencies en X Ambassadors.

## Biografie
Elley Duhé werd geboren in Mobile in de Amerikaanse staat Alabama. Op veertienjarige leeftijd kreeg ze van haar vader een gitaar, waarna ze op haar vijftiende begon met zingen in coffee shops. Duhé werd geïnspireerd door haar vader en ooms, die in musicals in New Orleans speelden. Na te gezongen te hebben in restaurants, op privéfeesten en in cafés ging Duhé langs bij schrijvers uit Nashville, Los Angeles en Austin. Hier besteedde zij drie jaar aan. In 2012 deed ze mee aan de Blind Auditions van The Voice, maar ze stootte niet door naar de volgende ronde.
In oktober 2016 bracht Duhé in samenwerking met Tarro de single Millenium uit. Deze werd meer dan twee miljoen keer bekeken op YouTube en 1,4 miljoen keer beluisterd op Spotify. Haar volgende single, Immortal, werd zelfs 4,5 miljoen keer beluisterd op hetzelfde muziekplatform en bijna een miljoen keer bekeken op YouTube.  In 2017 en 2018 werkte Duhé samen met artiesten als Cool & Dre, Zedd en Gryffin voor de singles Fly, Happy Now en Tie Me Down. In 2018 bracht Duhé ook haar eerste ep getiteld '"Dragon Mentality. 
Drie jaar later bracht Duhé opnieuw een single uit, getiteld Kids of the Night. In 2022 bracht zij in samenwerking met Meduza, James Carter en Fastboy de single Bad Memories uit. In de zomer van datzelfde jaar sloot Duhé een financieringsovereenkomst met het muziekplatform beatBread, waardoor ze onafhankelijk nieuwe muziek kon uitbrengen onder haar eigen label Not Fit for Society.

## Discografie
- "Millenium" (met Tarro) (2016)
- "Immortal" (2016)
- "Fly" (2017)
- "Can You Touch" (2017)
- "Ain't No Feeling" (2018)
- "Lost My Mind" (2018)
- "Happy Now" (met Zedd) (2018)
- "Way Down Low" (2018)
- "Tie Me Down" (2018)
- "Us" (met Kid Ink)
- "Easy" (met Kyd the Band) (2019)
- "Villains" (2019)
- "Good Die Young" (2019)
- "Nature" (2019)
- "Middle of the Night" (2020)
- "Love Me Hard" (2020)
- "Kids of the Night" (2021)
- "Traitor" (2021)
- "Pieces" (2022)
- "Don't Leave Me Lonely" (met Clean Bandit) (2022)
- "Back to You" (met Lost Frequencies en X Ambassadors) (2022)
- "Bad Memories" (met Meduza, James Carter en Fastboy) (2022)
- "Forever" (met Gryffin) (2022)
- "Money on the Dash" (met Whethan) (2023)
- "Face Myself" (met Teddy Swims) (2023)
- "Delirium" (2023)
- "Midnight Oil" (met Whethan) (2023)